# Henriettenhof (Axstedt)
Der Henriettenhof, Hauptstraße 15, in der niedersächsischen Gemeinde Axstedt wurde im 18. Jahrhundert gebaut. Aktuell (2025) wird er zum Wohnen und gewerblich genutzt.
Das Gebäude steht unter Denkmalschutz (siehe auch Liste der Baudenkmale in  Axstedt).

## Geschichte und Beschreibung
Axstedt wurde 1105 erwähnt als Achenstedi.
Der Henriettenhof steht auf einem großen Gartengrundstück mit altem Baumbestand.
Das eingeschossige giebelständige Wohn- und Wirtschaftsgebäude als Zweiständer-Hallenhaus in Fachwerk mit Steinausfachungen, Unterrähmgefüge mit geringem Balkenüberstand, mit reetgedecktem Krüppelwalmdach, Niedersachsengiebel mit Uhlenloch, Pferdeköpfen und der Grooten Door mit Rundbogen wurde wohl 1706 durch Bauer Jacob Betjemann gebaut (Kerngerüst erhalten) und 1732 (Inschrift) und 1935 verlängert, einschließlich einer Giebelvorziehung. Der Wohnteil wurde (vermutlich später) massiv in Backsteinmauerwerk erstellt. 1992 fand eine Sanierung statt.
1802 ging der Hof erstmals in den Besitz einer anderen Familie (Claus Wohltmann) über. Der Hof hatte dann mehrere Eigentümerfamilien. Nach 1919 begann die Tochter Henrietta Frederica Hansen, die nach Deutschland gezogen war, in den Hof zu investieren. Das Gesicht veränderte sich spürbar. Ihr Vorname bestimmte auch die heutige Hofbezeichnung. Eine Scheune wurde zum Atelier umgebaut.
Das Landesdenkmalamt befand u. a.: „… Der Henriettenhof, ein ehemaliges Wohn-/Wirtschaftsgebäude an der Hauptstraße 15 in Axstedt, ist ein typisches Hallenhaus in Zweiständerkonstruktion ….“